# 日鉄環境
日鉄環境株式会社（にってつかんきょう）は、東京都港区に本社を置く、水処理装置・薬品等の製造販売、据付施工を行う企業。
水処理の総合メーカーであり、環境関連の分析等も行う。日本製鉄の子会社であり、鉄鋼環境の運転・維持管理を行う。

## 沿革
- 1970年 - 環境エンジニアリング株式会社設立。
- 1977年 - 不動建設株式会社整備事業部門の営業権を譲り受け、君津・北九州・大分に支店を設立。
- 1979年
  - 不動建設より新日本製鐵へ100,000株譲渡。
  - 新日本製鐵に対して第三者割当増資100,000株。
  - 主要株主構成 ： 不動建設66.6％・新日本製鐵22.2％
- 1981年
  - 不動建設より新日本製鐵へ295,000株譲渡。
  - 主要株主構成 ： 新日本製鐵55％・不動建設35.9％
- 2002年 - 東北・名古屋・大阪営業所開設。
- 2006年
  - 株式会社新日化環境エンジニアリングとの合併。
  - 社名を「日鉄環境エンジニアリング株式会社」に変更。
- 2007年 - 北海道営業所開設。
- 2008年 - 個人株主より新日本製鐵へ25,000株譲渡。
- 2009年
  - 4月 - 名古屋支店設立。
  - 9月 - 釜石試験分析センター設立。
  - 12月 - 不動テトラより50,000株の自己株式の取得。
  - 株主構成 ： 新日本製鐵52％・不動テトラ33％・新日鐵化学（現・日鉄ケミカル&マテリアル）10％・自社5％
- 2011年
  - 3月 - 株式会社不動テトラより50,000株の自己株式の取得。
  - 株主構成 ： 新日本製鐵52％・不動テトラ28％・新日鐵化学10％・自社10％
  - 6月 - 九州営業所開設。
  - 7月 - 株式会社J-Bio21を吸収合併。
- 2012年
  - 10月 - 日鉄住金環境に商号変更。株式会社日鉄ウォーターを吸収合併。
- 2013年
  - 4月 - 鹿島事業所（現鹿島事務所）を開設。
- 2014年
  - 5月 - 本社を東京都千代田区東神田より現在の東京都中央区京橋に移転。
- 2015年
  - 7月 - 株式会社環境エンジニアリングサービスを吸収合併。
- 2019年
  - 4月 - 親会社の新日鐵住金が日本製鉄へ商号変更したことに伴い、日鉄環境株式会社へ商号変更[2]
- 2021年
  - 4月 - 関西支店設立。

## 事業内容
水ソリューション事業水・環境システム、高機能水処理薬剤、水処理プラント・装置、汚泥・廃棄物削減及びリサイクル技術、有機性排水処理施設の維持管理、操業・維持管理、浚渫･洗浄
建設事業土木・建築工事、試験・構造物評価
分析ソリューション事業分析対象…環境、化学・工業製品・原料、腐食・劣化、土壌・地下水、建材試験
鉄鋼スラグの資源化推進
遺伝子解析

## 拠点所在地
- 本社 - 東京都港区

- 水ソリューション事業本部
  - 水ソリューション事業本部 - 千葉県君津市

- 分析ソリューション事業本部
  - 東日本センター - 千葉県木更津市
  - 東日本センター （釜石地区）- 岩手県釜石市
  - 北九州センター - 福岡県北九州市戸畑区

- 建設事業本部
  - 東日本建設部 - 千葉県君津市
  - 九州建設部
    - 大分建設室 - 大分県大分市
    - 北九州建設室 - 福岡県北九州市

  - 名古屋建設部 - 愛知県東海市
  - 設計部 - 千葉県君津市
  - 京葉建設部 - 千葉県市原市
  - 建設技術部 - 千葉県君津市

- 技術本部
  - 技術研究室 - 千葉県木更津市

- 支店
  - 東日本支店 - 千葉県木更津市
  - 東日本支店（鹿島地区）- 茨城県鹿嶋市
  - 九州支店 - 福岡県北九州市戸畑区
  - 九州支店（大分地区） - 大分県大分市
  - 名古屋支店 - 愛知県東海市
  - 関西支店 - 和歌山県和歌山市

- 営業・事務所
  - 大阪営業所 - 大阪府大阪市西区
  - 東北営業所 - 宮城県仙台市青葉区
  - 名古屋営業所 - 愛知県東海市
  - 北海道営業所 - 北海道千歳市
  - 九州営業所 - 福岡県北九州市戸畑区

## 主な商品
- 高速凝集処理プロセス　「NCST」
- 上向流式窒素処理リアクター　「USB」
- 高効率生物処理装置　「バイオアタック」
- 高機能水処理薬剤（バルキング抑制剤、微生物活性剤、生物処理用酸素補給剤、汚泥・排水用消臭剤等）
- 土木・建設・水道工事、構造物解析・調査・評価等
- 水質分析、大気測定、作業環境測定等
- 鉄鋼スラグの資源化推進